# 日本最古のりんごの木
日本最古のりんごの木（にっぽんさいこのりんごのき）は、青森県つがる市に生育するセイヨウリンゴの古木3本の呼称である。1878年（明治11年）に栽植された苗木のうち3本が残っていて、日本国内で最古のりんごの木とみなされている。この3本の木は、「りんごの樹」の名で1960年（昭和35年）に青森県指定天然記念物となった。なお、旧自治体名を冠して「柏村のリンゴ樹」などとも呼ばれている。

## 由来
このりんごの木3本は、津軽平野のほぼ中央に位置するつがる市柏桑野木田のりんご畑に生育している。品種は「紅絞」（べにしぼり）2本と「祝」（いわい）1本である。それぞれの主幹は2010年（平成22年）の時点で幹囲1.88メートル（地上20センチメートル地点）を測り、樹高については紅絞が約6メートルと約5メートル、祝は約4メートルである。3本中で一番大きな木は、枝張りの面積が205平方メートルにも及び、7,000個以上の果実を実らせるという。
日本にセイヨウリンゴが導入されたのは、明治時代の初めである。ただし、それ以前に日米修好通商条約批准のためにアメリカ合衆国に赴いた新見正興を正使とする使節団が持ち帰った「アップル」の苗木が、松平春嶽の屋敷に植えられていたという。1867年（慶応3年）10月、蕃書調所にアメリカ合衆国からいろいろな果物が送られてきた。幕末から明治期に博物学や農学、園芸学などの多方面において活躍した田中芳男（のち貴族院議員を務め、男爵に叙せられた）は、同僚とともにその果物を試食したところ、「アップル」が見た目も味もよかったのでこの果物を日本に移植することを発案した。
田中は「アップル」に「おおりんご（苹果）」という和名をつけ、在来種のりんご（田中は在来種を「こりんご」と呼ばせようと考えていた）と区別しようと試みた。しかし、この呼び名は普及せず、「アップル」は一般に「セイヨウリンゴ」と呼ばれるようになった。なお、在来種のりんご（学名：Malus asiatica Nakai）は「和りんご」や「地りんご」（和林檎、または地林檎）などと呼ばれるようになり、これらはおそらく平安時代末期から室町時代に中国から移入されたものであった。在来種のりんごは早生種で、重さが約50グラム、直径はせいぜい5センチメートル程度と小さくて酸味が強い上に硬くて渋みもあって食味はセイヨウリンゴに到底及ばず、しかも1か月程度の保存にも耐えないものばかりであった。セイヨウリンゴは在来種のりんごよりはるかに大きくて味が良く、品種によっては1年余りの保存がきいた。
青森県でセイヨウリンゴの栽培が始まったのは、1871年（明治4年）になってからであった。この年の4月、内務省勧業寮からセイヨウリンゴの苗木30本が青森県に配布された。苗木のうち10本は県庁内に栽植され、残りの20本を弘前や五戸などの士族階級出身者4名に試植させることとした。士族が選ばれた理由は、単に授産のためだけではなく栽培報告書が求められていたために、その教養が必要とされたからであった。青森県でのりんご栽培初期にはりんごの種類はかなり多く、1886年（明治19年）に藤崎で開園した「敬業社」というりんご園では30余りの品種が栽培されていた。黒石の西谷東果園では、1893年（明治26年）に33品種273本を植栽した記録があった。その後、1898年（明治30年）からはりんごの病害虫が大発生し、青森県でも木のおよそ3割に相当する約9万本を伐採せざるを得なかった。青森のりんご生産者たちは伐採後にもう一度苗木を植え、品種の更新を行った。りんご生産者たちは試行錯誤を重ねた上、青森県の気候風土に合う優良品種7種を推奨し、紅絞と祝もその中に入っていた。紅絞と祝は1911年（明治44年）の青森県産りんご品種別統計において、下に示す表のとおりの樹種構成比の記録を残している。
| 原種名     | Ralls Janet | Jonathan | Smiths Cider | American Summer Pearmain | Ben Davis | Red Astrachan | Fameuse    |
| 日本名     | 国光        | 紅玉     | 柳玉         | 祝                       | 倭錦      | 紅魁          | 紅絞その他 |
| ---------- | ----------- | -------- | ------------ | ------------------------ | --------- | ------------- | ---------- |
| 樹種構成比 | 47.6        | 30.3     | 7.6          | 5.9                      | 3.6       | 1.5           | 3.2        |

（単位：%）。
日本最古のりんごの木3本は、1878年（明治11年）4月に栽植された。当時この畑を所有していた古坂乙吉が、弘前の菊池三郎（青森リンゴ栽培先覚者の1人といわれる）から5-6年生の苗木を譲り受けたものである。最初は20アールの畑に40本から50本ほどの苗木を植栽したが、1898年（明治30年）以降の病害虫などによってほとんどの木が倒れ、紅絞2本と祝1本の合わせて3本のみが残った。
りんごの木の寿命は通常30年程度とされるが、残った3本の木はそれをはるかに超えて健在である。この木から収穫されたりんごは、かつて秩父宮雍仁親王がこの地を訪れたときに献上した経緯があり、昭和天皇からも激励の言葉があった。この3本の木は、「りんごの樹」の名で1960年（昭和35年）11月11日に青森県指定天然記念物となり、小学校の社会科教科書にも紹介された。
3本の木は周到に管理されて、2011年（平成23年）の時点でも約60箱の収穫がある。収穫したりんごは一般向けに販売され、一部は「長寿りんご」として、つがる市内の老人福祉施設に毎年寄贈され続けている。この木はりんご生産県としての青森県のシンボル的存在であり、観光的な価値も出てきて日本の各地からりんごの長寿にあやかりたいとの願いを込めて訪れる人々が多い。1990年（平成2年）に開催された「国際花と緑の博覧会」に合わせて企画された「新日本名木100選」では、部門別50選中の「親しまれている木の部」に選定された。1999年には第1回「青森りんご勲章」の受賞者にこれらの木を管理していた乙吉の末裔で老人福祉施設への寄贈などの活動を行っていた古坂卓雄が選ばれた。

## 品種について
紅絞（英語名：Fameuse）
原産地は未詳とされるが、フランスリンゴの実生の可能性が高いといわれる。日本への導入は1871年（明治4年）のことで、開拓使がアメリカ合衆国とフランスから導入した。津軽地方では「タマカン」とも呼ばれ、かつては広く栽培されていた。「タマカン」は「玉簪（たまかんざし）」を簡略化した言葉であり、この品種を初めて見た人々が「玉簪の珊瑚玉のように赤く美しい」と感じたことから呼ばれるようになったという。収穫期は10月の上旬から中旬で、切断面の果肉は真っ白である。カナダ・オンタリオ州でジョン・マッキントッシュによって発見され、1870年（明治3年）に品種として発表された「旭」（あさひ、英語名：Macintosh Red）は、紅絞の実生と推定されている。
祝（英語名：American Summer Pearmain）
アメリカ合衆国原産。日本への導入は、紅絞と同年のことであった。津軽地方では「ダイナカ」（大中）とも呼ばれるが、これはこの品種の栽培に初成功した元弘前藩士の大道寺繁禎の名に由来し、「大道寺中手」を省略したものである。南部地方では「なるこ」や「なりこ」とも呼ばれていた。この品種は日本各地で広く栽培され、「ダイナカ」や「なるこ」などの他にも栽培地ごとにまちまちな名称で呼んでいたため、1900年（明治33年）に「祝」という名称に統一された。この名は、前年に行われた皇太子嘉仁親王（後の大正天皇）と九条節子（後の貞明皇后）成婚の慶事にあやかったものだった。津軽地方での本来の旬は8月下旬だが、8月早々から売り出されている。「花祝」（別名、キング祝）の交配親でもある。

## 交通アクセス
所在地
青森県つがる市柏桑野木田字千年226
交通
JR東日本五能線五所川原駅から車で約20分。または五所川原駅から弘南バス鶴田線（廻堰経由）乗車、つがる市役所柏支所前下車、徒歩約5分。